# سوراخ خاره‌ای
سوراخ خاره‌ای (انگلیسی: Foramen spinosum) سوراخی است در کف حفرهٔ کرانیال میانی در بال بزرگ استخوان پروانه‌ای (اسفنوئید).